# 罪夜无间
《罪夜无间》（英語：Evil Nights），2019年中国时代剧。由王泷正、甘露领衔主演，优酷视频于2019年4月16日首播。

## 播出时间
| 频道     | 所在地   | 播映日期      | 播出时间 | 备注 |
| -------- | -------- | ------------- | -------- | ---- |
| 优酷视频 | 中国大陆 | 2019年4月16日 |          |      |

## 演员列表

### 主要演员
| 演員   | 角色   | 介紹                                                         |
| 王泷正 | 陈一鸣 | 名偵探，其性格成熟穩重，有縝密的邏輯思維能力和極強的推理能力 |
| 甘露   | 姚菲   | 海龜偵探，其性格獨立、性感、敏感細膩、略高冷                 |

### 其他演员
| 演員   | 角色   | 介紹 |
| 纪宁   | 张天笑 | 巡捕房張局長之子，其性格熱血、極富正義感、武斷，但是易衝動、逗比嘴貧腦迴路清奇，外表吊兒郎卻極有責任感、自戀。 |
| 阿楠   | 蒋涵知 | 紳士小說家 |
| 梁大维 | 陈飞   | |
| 唐以诺 | 贾探长 | |
| 何奉天 | 周子武 | |